# Гілмен (Іллінойс)
Гілмен (англ. Gilman) — місто (англ. city) в США, в окрузі Іроквай штату Іллінойс. Населення — 1738 осіб (2020).

## Географія
Гілмен розташований за координатами 40°46′20″ пн. ш. 87°59′4″ зх. д. / 40.77222° пн. ш. 87.98444° зх. д. (40.772257, -87.984393).  За даними Бюро перепису населення США в 2010 році місто мало площу 5,82 км², з яких 5,76 км² — суходіл та 0,05 км² — водойми.

## Демографія
Згідно з переписом 2010 року, у місті мешкало 1814 осіб у 731 домогосподарстві у складі 476 родин. Густота населення становила 312 особи/км².  Було 794 помешкання (137/км²).
Расовий склад населення:
| - 88,1 % — білих - 0,3 % — корінних американців - 0,3 % — чорних або афроамериканців - 0,3 % — азіатів - 0,1 % — вихідців з тихоокеанських островів - 8,9 % — осіб інших рас |

До двох чи більше рас належало 2,0 %. Частка іспаномовних становила 14,6 % від усіх жителів.
За віковим діапазоном населення розподілялося таким чином: 23,4 % — особи молодші 18 років, 54,4 % — особи у віці 18—64 років, 22,2 % — особи у віці 65 років та старші. Медіана віку мешканця становила 43,5 року. На 100 осіб жіночої статі у місті припадало 90,1 чоловіків;  на 100 жінок у віці від 18 років та старших — 85,3 чоловіків також старших 18 років.
Середній дохід на одне домашнє господарство  становив 52 010 доларів США (медіана — 43 413), а середній дохід на одну сім'ю — 60 961 долар (медіана — 56 250). Медіана доходів становила 41 576 доларів для чоловіків та 29 792 долари для жінок. За межею бідності перебувало 22,4 % осіб, у тому числі 40,4 % дітей у віці до 18 років та 6,3 % осіб у віці 65 років та старших.
Цивільне працевлаштоване населення становило 681 осіб. Основні галузі зайнятості: освіта, охорона здоров'я та соціальна допомога — 27,3 %, мистецтво, розваги та відпочинок — 12,6 %, виробництво — 12,3 %.